# 民主人士党
民主人士党（義大利語：Partito dei Democratici，缩写为PD）是圣马力诺的一个已不存在的社会民主主义和民主社会主义政党。它在意大利的对应政党是左翼民主人士。
该党成立于2001年3月25日，由圣马力诺民主进步党、运动思维和争取改革社会主义者合并而成。2005年3月25日，该党和圣马力诺社会党合并为社会主义者和民主人士党；该党的左翼派系对这次合并不满，遂另立左翼党—自由区。